# Willy Krenkel
Willy Krenkel (ur. 7 maja 1909 w Dreźnie) – wschodnioniemiecki kierowca wyścigowy i motocyklowy.

## Biografia
Był trzykrotnym mistrzem NRD w klasie motocykli z bocznym wózkiem: w latach 1953 (750 cm³) oraz 1956–1957 (500 cm³).
W połowie lat 50. zbudował własny samochód wyścigowy, prawdopodobnie inspirowany Cooperem. Krenkel rywalizował nim we Wschodnioniemieckiej Formule 3 oraz Niemieckiej Formule Junior. W 1960 roku został sklasyfikowany na czwartym miejscu w mistrzostwach NRD, a rok później – na trzynastym w mistrzostwach RFN.

## Wyniki
| Legenda oznaczeń w tabelach wyników Wyświetl szablon na nowej stronie | Legenda oznaczeń w tabelach wyników Wyświetl szablon na nowej stronie                                                                     |
| Oznaczenie                                                            | Wyjaśnienie |
| --------------------------------------------------------------------- | --- |
| Złoty                                                                 | Zwycięzca lub mistrzostwo |
| Srebrny                                                               | 2. miejsce lub wicemistrzostwo |
| Brązowy                                                               | 3. miejsce lub II wicemistrzostwo |
| Zielony                                                               | Ukończył, punktował (w klasyfikacji generalnej, gdy zdobył co najmniej jeden punkt na przestrzeni sezonu, poza trzema powyższymi opcjami) |
| Niebieski                                                             | Ukończył, nie punktował (w klasyfikacji generalnej, gdy nie zdobył co najmniej jednego punktu na przestrzeni sezonu)                      |
| Czerwony                                                              | Nie zakwalifikował się (NZ) |
| Czerwony                                                              | Nie prekwalifikował się (NPK) |
| Różowy                                                                | Nie ukończył (NU) |
| Różowy                                                                | Niesklasyfikowany (NS) (w klasyfikacji generalnej, gdy nie został sklasyfikowany w żadnym wyścigu sezonu)                                 |
| Czarny                                                                | Zdyskwalifikowany (DK) |
| Czarny                                                                | Wykluczony (WYK/EX) |
| Biały                                                                 | Nie wystartował (NW) |
| Biały                                                                 | Kontuzjowany (K/INJ) |
| Biały                                                                 | Wyścig odwołany (OD/C) |
| Bez koloru                                                            | Został wycofany (WYC/WD) |
| Bez koloru                                                            | Nie przybył (NP/DNA) |
| Bez koloru                                                            | Nie brał udziału w treningach (NT/DNP) |
| Bez koloru                                                            | Nie został zgłoszony (–) |
| Pogrubienie                                                           | Start z pole position |
| Kursywa                                                               | Najszybsze okrążenie wyścigu |
| †                                                                     | Nie ukończył, ale jego rezultat został zaliczony ze względu na przejechanie więcej niż 90% dystansu wyścigu.                              |
| *                                                                     | Sezon w trakcie |
| 1/2/3                                                                 | Punktowana pozycja w sprincie kwalifikacyjnym                                                                                             |
| Lista systemów punktacji Formuły 1                                    | |

### Niemiecka Formuła Junior
| Rok  | Zespół     | Samochód | Silnik   | Wyniki w poszczególnych eliminacjach | Wyniki w poszczególnych eliminacjach | Wyniki w poszczególnych eliminacjach | Wyniki w poszczególnych eliminacjach | Wyniki w poszczególnych eliminacjach | Wyniki w poszczególnych eliminacjach | Wyniki w poszczególnych eliminacjach | Wyniki w poszczególnych eliminacjach | Wyniki w poszczególnych eliminacjach | Wyniki w poszczególnych eliminacjach | Wyniki w poszczególnych eliminacjach | Wyniki w poszczególnych eliminacjach | Pkt. | Msc. |
| ---- | ---------- | -------- | -------- | ------------------------------------ | ------------------------------------ | ------------------------------------ | ------------------------------------ | ------------------------------------ | ------------------------------------ | ------------------------------------ | ------------------------------------ | ------------------------------------ | ------------------------------------ | ------------------------------------ | ------------------------------------ | ---- | ---- |
| 1960 |            |          |          |                                      |                                      |                                      |                                      |                                      |                                      |                                      |                                      |                                      |                                      |                                      |                                      | 0    | NS   |
| 1960 | MC Dresden | Krenkel  | Wartburg | -                                    | -                                    | ?                                    | -                                    | -                                    | -                                    | -                                    | -                                    | -                                    | -                                    | -                                    | 5                                    | 0    | NS   |
| 1961 |            |          |          |                                      |                                      |                                      |                                      |                                      |                                      |                                      |                                      |                                      |                                      |                                      |                                      | 1    | 13   |
| 1961 | MC Dresden | Krenkel  | Wartburg | -                                    | -                                    | -                                    | -                                    | -                                    | NU                                   | -                                    | -                                    | 6                                    |                                      |                                      |                                      | 1    | 13   |

### Wschodnioniemiecka Formuła 3
W latach 1960–1963 mistrzostwa rozgrywano według przepisów Formuły Junior.
| Rok  | Zespół                  | Samochód | Silnik   | Wyniki w poszczególnych eliminacjach | Wyniki w poszczególnych eliminacjach | Wyniki w poszczególnych eliminacjach | Wyniki w poszczególnych eliminacjach | Wyniki w poszczególnych eliminacjach | Wyniki w poszczególnych eliminacjach | Pkt. | Msc. |
| ---- | ----------------------- | -------- | -------- | ------------------------------------ | ------------------------------------ | ------------------------------------ | ------------------------------------ | ------------------------------------ | ------------------------------------ | ---- | ---- |
| 1955 |                         |          |          | Niemcy                               | Niemcy                               | Niemcy                               | Niemcy                               |                                      |                                      | 0    | NS   |
| 1955 | BSG Motor Niedersedlitz | Krenkel  | BMW      | -                                    | ?                                    | ?                                    | NU                                   |                                      |                                      | 0    | NS   |
| 1956 |                         |          |          | Niemcy                               | Niemcy                               | Niemcy                               | Niemcy                               |                                      |                                      | 0    | NS   |
| 1956 | BSG Motor Niedersedlitz | Krenkel  | BMW      | NU                                   | ?                                    | -                                    | ?                                    |                                      |                                      | 0    | NS   |
| 1957 |                         |          |          | Niemcy                               | Niemcy                               | Niemcy                               | Niemcy                               |                                      |                                      | 0    | NS   |
| 1957 | BSG Motor Niedersedlitz | Krenkel  | Norton   | ?                                    | ?                                    | NW                                   | ?                                    |                                      |                                      | 0    | NS   |
| 1958 |                         |          |          | Niemcy                               | Niemcy                               | Niemcy                               | Niemcy                               | Niemcy                               | Niemcy                               | 0    | NS   |
| 1958 | MC Dresden              | Krenkel  | Norton   | ?                                    | ?                                    | ?                                    | ?                                    | NU                                   | NU                                   | 0    | NS   |
| 1960 |                         |          |          |                                      |                                      |                                      |                                      |                                      |                                      | 9    | 4    |
| 1960 | MC Dresden              | Krenkel  | Wartburg | 4                                    | 3                                    | NU                                   | 4                                    | NU                                   | 4                                    | 9    | 4    |